# Núria Clèries Nerín
Núria Clèries Nerín (Barcelona, 1958) és una jutge catalana.
Llicenciada en Dret i diplomada en Criminologia per la Universitat de Barcelona, va ingressar a la carrera judicial l'any 1985. Va ocupar els seus primers destins a Santa Cruz de la Palma i posteriorment a Sitges, abans de convertir-se en titular del Jutjat de Primera Instància número 11 de Barcelona. Entre 1995 i 2001 fou lletrada del Consell General del Poder Judicial (CGPJ), adscrita al Servei d'Inspecció. En l'àmbit de l'Administració de la Generalitat de Catalunya, ha sigut directora general de Relacions amb l'Administració de Justícia i de directora general de Modernització de l'Administració de Justícia al Departament de Justícia.
El 2017 va ser una de les impulsores de l'associació professional de jutgesses i jutges Àgora Judicial, de caràcter progressista. Des del 26 de juny de 2018 fins al 8 de juny del 2021 va dirigir el Centre d'Estudis Jurídics i Formació Especialitzada.

## Premis i reconeixements
El 2023 va rebre una Medalla d’honor pels serveis excepcionals a la justícia, atorgada pel Govern de la Generalitat de Catalunya.